# María Villarroel
María Ofelia Villarroel Caraballo (Margarita, 3 dicembre 1978) è un'ex cestista venezuelana.

## Carriera
È stata selezionata dalle Phoenix Mercury al terzo giro del Draft WNBA 2004 (27ª scelta assoluta).
Con il Venezuela ha disputato i Campionati americani del 2009.